# 阿斯农库尔
阿斯农库尔（法語：Assenoncourt，法語發音：[asnɔ̃kuʁ]）是法国摩泽尔省的一个市镇，属于萨尔堡-萨兰堡区。

## 地理
阿斯农库尔（48°46'17"N, 6°47'45"E）面积16.69 平方千米，位于法国大東部大區摩泽尔省，该省份为法国东北部内陆省份，是洛林的一部分，西南接默尔特-摩泽尔省，东临下莱茵省，北与卢森堡和德国接壤。
与阿斯农库尔接壤的市镇（或旧市镇、城区）包括：阿祖当日、代斯兰、弗里堡、热吕库尔、盖尔芒日、塔尔坎波勒。
阿斯农库尔的时区为UTC+01:00、UTC+02:00（夏令时）。

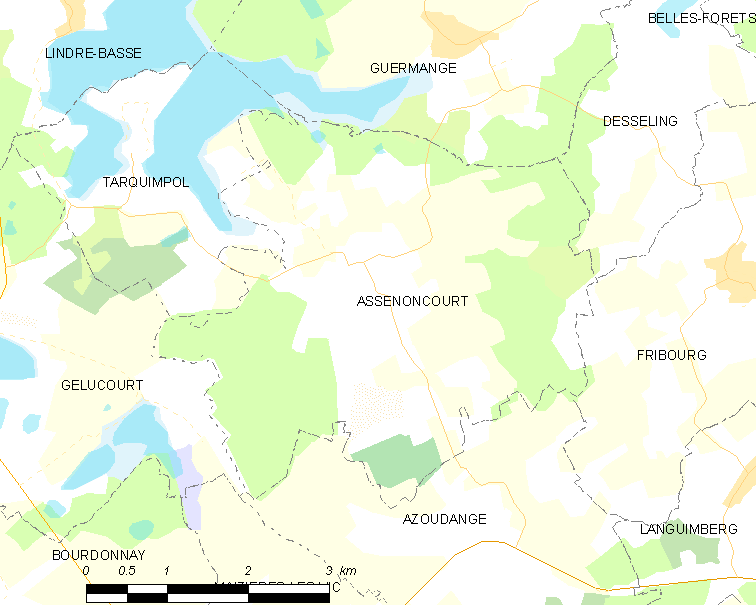
阿斯农库尔的OSM定位图

## 行政
阿斯农库尔的邮政编码为57260，INSEE市镇编码为57035。

## 政治
阿斯农库尔所属的省级选区为萨尔堡县。

## 人口

1962-2008年间阿斯农库尔人口变化图示

阿斯农库尔于2022年1月1日时的人口数量为114人。